# Hilarià (prefecte)
Hilarià (en llatí Hilarianus) va ser un magistrat romà del temps de Flavi Gracià i Valentinià II, i d'Honori.
Va ser prefecte de la ciutat l'any 383, i prefecte del pretori el 396. Segurament és l'Hilarià que esmenta Simmac.